# Alberto Piazza da Lodi

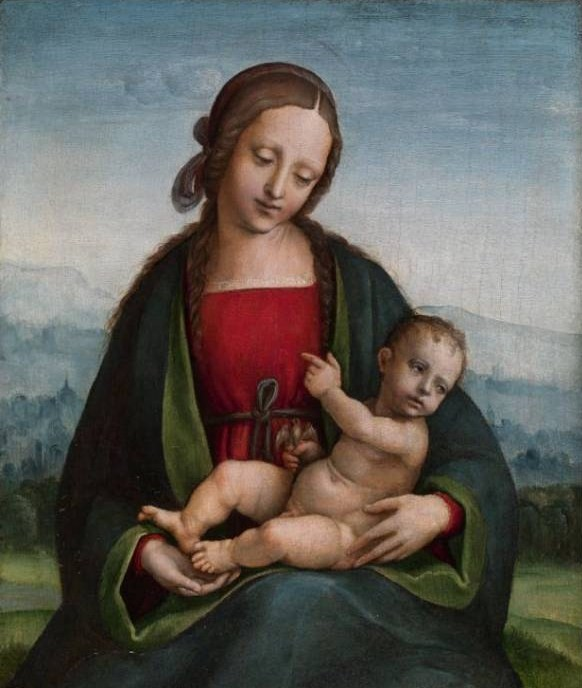
Madonna mit Kind und Stieglitz.

Alberto Piazza da Lodi (* 1490; † um 1528) war ein italienischer Maler der Renaissance. Nach italienischen Forschungen handelt es sich bei ihm auch um den Meister der Wiesbadener Heimsuchung.